# NRTRDE
NRTRDE (near real time roaming data exchange) процедура передачи непротарифицированных роуминговых данных между операторами(сотовой связи, Wi-Fi) и роуминговыми брокерами в режиме, максимально приближенном к реальному времени. Используется для контроля за поведением собственных абонентов в роуминге с целью исключения возможных злоупотреблений (фрода) в роуминге и вытекающих из этого существенных финансовых потерь.
С 1 октября 2008 года требования NRTRDE являются обязательными для операторов GSM во всем мире.
В случае непредоставления в течение 4 часов «гостевой» сетью данных в формате NRTRDE на неё переходит ответственность за убытки от мошенничества абонентов «домашней» сети.
Формат NRTRDE описывает документ TD.35 GSM Association (GSMA).